# Ратови ружа
Ратови ружа, вођени између 1455. и 1485. године, били су испрекидани грађански ратови који се се водили око енглеског престола између следбеника династије Ланкастер и династије Јорк. Обе династије биле су огранак краљевске куће Плантагенет, вукући своје порекло од енглеског краља Едварда III.
Назив Ратови двеју ружа није био коришћен у то време, већ је настао накнадно будући да су се супротстављене стране у рату представљале ружама црвене и беле боје. Црвена боја руже је била боја династије Ланкастер, а бела боја руже је била боја династије Јорк. Назив је ушао у општу употребу током 16. века на темељу сцене из Шекспирове драме „Хенри VI“ где супротстављене стране у драми изаберу различито обојене руже. Иако су се руже повремено користиле као симболи током рата, ипак се већина учесника служила грбовима својих феудалаца.
У Ратовима двеју ружа учествовало је земљопоседничко племство и војска њихових вазала. Бити поборник једне од завађених династија умногоме је зависило од брачних или родбинских веза између породица, обећаних феудалних титула и додела земљопоседа. Тако је вођа династије Ланкастер једно време имао титулу грофа од Ричмонда, а вођа династије Јорк титулу грофа од Кембриџа. Династија Ланкастер већину савезника је нашла на северу и западу земље, док је Јорку потпора стизала углавном с југа и истока.

## Узроци сукоба
Узроци сукоба налазили су се у супарништву између два огранка династије Плантагенет, две династичке куће Ланкастер и Јорк, а које је почело падом енглеског краља Ричарда II којег је с власти срушио његов братанац Хенри Болингброук, војвода од Ланкастера, 1399. године, а који је био унук Едварда III по његовом трећем сину Џону од Гента. Како је круну Едварда III требало, према реду првенства, да наследи други син Лајонел, војвода од Кларенса, поборници куће Јорк сматрали су да, по тој основи, кући Јорк припада јаче право на енглески престо. Стога је право Хенрија Болингброука (касније крунисаног као Хенри IV) на енглески престо, према мишљењу поборника куће Јорк, стајало на врло слабим темељима. Владавину Ланкастера поборници Јорка су трпели све док на власт нешто касније није дошао изразито непопуларани и душевно болесни краљ Хенри VI. Међутим, унутар тог раздобља било је неколико устанака, који су угушени, а у којима су Јоркисти истицали своје право на круну.

## Почеци сукоба
Када је 1413. умро краљ Хенрик IV наследио га је његов син и наследник Хенри V који је био велики војник и који је постигао велике војне успехе против Француске у Стогодишњем рату који су га учинили популарним владарем, што му је омогућило да ојача положај Ланкастера у односу на кућу Јорк.
Хенри V владао је кратко, а 1422. наследио га је душевно болесни и неспособни син Хенри VI који је био окруженим непопуларним регентима и саветницима. Најпознатији међу њима су били Едмунд Бофорт, други војвода Самерсета и Вилијам де ла Поул, први војвода од Сафока, који је био окривљен за лоше вођење војних операција против Француске у Стогодишњем рату.
Током владавине Хенрија VI, сви ранији територијални добици и енглеске војне победе у Француској (за време Хенрија V) биле су анулиране и изгубљене. Хенрија VI су доживљавали као слабог краља. Поврх тога, он је патио од повремених наступа душевне болести коју је вероватно наследио од свог деде Шарла VI Лудог. Како су припадници куће Јорк сматрали да је Хенри VI неспособан за владавину почели су да постављају питање његовог легитимитета као краља и да истичу своје право на круну на основу порекла од већ споменутог Лајонела од Кларенса, другог сина краља Едварда III Плантагенета.
Неслагања на двору одражавала су се у целој држави, где је јачао партикуларизам племства, а племићке породице улазиле су у сукобе због приватних сукоба при чему су одређене породице јачале и показивале све мање поштовања према двору и власти краља. То доба је запамћено по многим приватним ратовима вођеним међу породицама што је створило анархичну ситуацију у земљи и коначно побуну против Хенрија VI. У ове сукобе нарочито су били укључени војници поражене енглеске војске у Француској.
Растуће друштвено незадовољство, отимање хране становништву од стране племића с приватним војскама, те корупција на двору Хенрија VI, створили су климу за избијање грађанског рата.
Током 1453. Хенри VI је доживео први од неколико наступа душевне болести, па је током новонастале ситуације именовано Регентско веће, на челу са моћним и популарним Ричардом Плантагенетом, војводом од Јорка као Лордом Протектором. Ричард је ускоро политички и физички пасивизирао Ланкастере на двору. Након што се Хенри VI 1455. опоравио, Ричард је истеран са двора на наговор Хенријеве жене Маргарете Анжујске.

## Оружани сукоби
Како је Хенри VI био слаб вођа, моћна, енергична и агресивна краљица Маргарета Анжујска постала је фактички вођа ланкастерског клана. Маргарета је изградила савез против Ричарда од Јорка који је био присиљен да му се војно супротстави, што је довело 1455. до прве битке у Рату двеју ружа, прве битке код Сент Олбанса која је означила почетак главног раздобља оружаног сукоба у Ратовима двеју ружа између 1455. и 1489.
Ричард, војвода од Јорка водио је мале војне снаге према Лондону и са Хенријевим снагама сусрео се код Сент Олбанса, северно од Лондона. 22. маја 1455. где се одиграла релативно мала прва битка код Сент Олбанса, али је била први отворени сукоб грађанског рата. Циљ Ричарда је био тобоже уклонити “лоше Хенријеве саветнике”. Резултат је био ланкастерски пораз. Неколико истакнутих ланкастерских вођа је погинуло, а кућа Јорк и њихови савезници вратили су свој утицај, и неко време се чинило да су обе сукобљене стране шокиране битком која се одиграла и чинили су све да би се помириле настале политичке разлике.
У тренуцима када је Хенри VI трпио други наступ своје душевне болести, Јоркисти су поново именовали Лорда Протектора, а Маргарета је била гурнута по страни заокупљена неговањем мужа.
Након прве битке код Сент Олбанса компромис између сукобљених страна имао је одређени успех, а Јоркисти су до Хенријеве опоравка имали доминантну улогу у регентском већу.
Но проблеми који су узроковали сукоб ускоро су се поновно појавили, а посебно неразјашњено питање ко ће наследити Хенрија на престолу, Ричард, војвода од Јорка или Хенријев син Едвард. Маргарета је одбијала да прихвати било које решење које би њеном сину одузело право на наследство. Само војна премоћ куће Јорк одржавала је „status quo“ на двору. Но државне потешкоће и лоша позиција на спољнополитичком плану учинили су своје. 
Краљ и краљица, да би заштитили своју позицију први пута су у енглеској историји увели су новачење у војску. У међувремену јоркисту Ричарду Невилу, грофу од Ворика (касније названом „Кингмејкер") расла је популарност у Лондону, нарочито код снажно растућег трговачког сталежа.
Непријатељства су се наставила 23. септембра 1459, у бици код Блор Хита у Стафордширу, када велика ланкастерска војска није успела да спречи Јоркисте предвођене лордом Солсберијем да се споје са другим снагама Јорка у Дворцу Лудлоу.
Двадесетак дана после одиграла се следећа битка код Лудфорд Бриџа у којој су снаге Ланкастера однеле победу. Ричард од Јорка, Солсбери и гроф од Ворика су након битке морали да побегну према Калеу. Породица Ланкастер је тада потпуно преузела свеукупну контролу, а Јоркисти су између 1459. и 1460. почели серију напада из правца Калеа на енглеску обалу изазивајући при томе хаос и неред.
1460. Ричард од Јорка, Солсбери и Ворик извршили су инвазију Енглеске, и брзо нашли савезнике у Кенту и Лондону, гдје су и раније уживали широку подршку. У томе их је подржао и папски изасланик, те су тако охрабрени и војно ојачани марширали на север. Хенри VI је водио војску на југу док је Маргарета са сином принцом Едвардом остала на северу. Битка код Нортемптона која се одиграла 10. јула 1460. и претрпљени пораз били су катастрофа за кућу Ланкастер. Војска Јоркиста предвођена грофом од Ворика, због издаје у ланкастерским редовима, тешко је поразила војску Ланкастера, при чему је био заробљен краљ Хенри VI и одведен као затвореник у Лондон Тауер.

## Акт о сагласности
Охрабрени овим великим војним успехом, Јоркисти су сада отворено истакли своје право на престо. Војска Јоркиста ушла је у Лондон на челу са Ричардом од Јорка са церемонијом која је обично приличила владару. Парламент се био окупио и Ричард од Јорка је истакао своје право на престо. Али његови највећи савезници лордови Ворик и Солсбери нису се слагали са његовим захтевом парламенту. Они у овом тренутку нису имали намеру да потпуно уклоне Хенрија него уклонити само његове утицајне саветнике из клана Ланкастер.
Следећи дан Ричард од Јорка је као доказ свог права изнео детаљна родословља своје породице која упућују на то да он вуче порекло од Лајонела од Кларенса, другог сина Едварда III. Парламент је пристао да узме у разматрање његов захтев, али је ипак изгласао да Хенри VI треба да остане краљ. Компромис је постигнут у октобру 1460. доношењем Закона о сагласности (The Act of Accord), који је прописао да ће након Хенријеве смрти Ричард од Јорка наследити круну и одузео је право наследства Хенријевом сину Едварду. Ричард од Јорка је прихватио овај компромис. Он му је дао много од онога што је и сам тражио, а посебно је било важно да је за Хенријева живота добио положај Заштитника краљевства што му је давало моћ управљања у Хенријево име. Хенријева жена Маргарета је заједно са сином Едвардом била изгнана из Лондона. ‘’Акт о сагласности’’ је био неприхватљив за поборнике Ланкастера, који су се окупили око Маргарете и на северу Енглеске окупљали велику војску.
Ричард од Јорка заједно са лордом Солсберијем напустио је пред крај 1460. Лондон како би утврдио своје положаје према ланкастерским снагама на северу, концентришући се близу града Јорка. Ричард од Јорка је предводио одбрамбене положаје поред дворца Сандал близу Вејкфилда на Божић 1460. Иако ланкастерска војска предвођена Маргаретом бројем двоструко надмашивала Ричардове снаге 30. децембра 1460, Ричард је заповедио напуштање дворца и напад свим снагама. Његова војска у бици код Вејкфилда је раздвојена и потпуно поражена. Ова битка је касније названа битком код Вејкфилда. Ричард од Јорка, Солсбери и млађи Ричардов 17-годишњи син погинули су у бици. Маргарета је заповедила да се главе све тројице истакну на улазу у Јорк.

## Едвард IV
Акт о сагласности и догађаји код Вејкфилда су 18-годишњег Ричардовог најстаријег сина Едварда, грофа од Марча, учинила војводом од Јорка и престолонаследником. Солсберија је наследио гроф од Ворика као највећи земљопоседник у Енглеској. 
Маргарета је након тих догађаја отпутовала у Шкотску како би преговарала о могућој шкотској помоћи. Марија, краљица Шкотске је пристала да војно помогне Маргарети под условом одређених територијалних концесија и под условом удаје њене ћерке за Хенријевог и Маргаретиног сина Едварда. Маргарета је пристала на те услове.
Едвард од Јорка је у међувремену пристигао са својом војском из Велса и поразио војску Ланкастера у бици код Мортимерс Кроса у Херефордширу. Маргарет се са својом војском кретала према југу уз пут пљачкајући и пустошећи земљу. У Лондону гроф од Ворика није успео прикупити војску за сукоб са Маргаретом, те јој се без Едварда није могао супротставити надомак Лондона у другој бици код Сент Олбанса. Маргарета је у тој бици извојевала глатку и по свему судећи пресудну победу над снагама Јорка. Снаге Јорка су побегле и напустиле Лондон те иза себе оставиле чак и заточеног краља Хенрија VI, ког су неозлеђеног пронашли под једним дрветом.
Како су снаге Ланкастера напредовале према југу, у Лондону је растао страх од одмазде, а шириле су се гласине да ће град бити опљачкан. Становништво Лондона је затворило градске улазе и одбило да Маргаретиној војсци достави храну, па је уследила пљачка околних крајева, Хартфордшира и Мидлесекса. У међувремену Едвард од Јорка је напредовао према Лондону са запада где је удружио снаге с пораженим грофом од Ворика што се поклопило са Маргаретиним повлачењем према Данстејблу. То је омогућило Едварду од Јорка и грофу од Ворика да уђу с војском у Лондон где су одушевљено дочекани и добили опрему и новац.
Након смрти његова оца Ричарда и млађег брата у бици код Вејкфилда и након уласка у Лондон, Едвардови апетити су се повећали и он је за себе почео захтевати енглеску круну без икаквих услова. Едварду је сада био потребан неки ауторитет који ће потврдити његове аспирације, па је лондонски бискуп тражио од становника Лондона мишљење о томе на што су наводно становници Лондона одговорили повицима “Краљ Едвард!”. То је убрзо потврдио и Парламент па је Едвард био неслужбено крунисан у убрзано припремљеној церемонији у Вестминстерској опатији уз велико славље. Основни аргумент Парламента за прихваћање Едварда за краља је било то што се Маргарета побунила против законитог наследника круне, покојног Ричарда од Јорка, па је стога био прекршен Акт о сагласности. Али ситуација на терену је налагала Едварду да ће своје крунисање морати да потврди на бојном пољу.
Стога су Едвард и гроф од Ворика кренули на север, предводећи велику војску и код Таутона се сусрели са исто тако импресивно великом ланкастерском војском предвођеном краљицом Маргаретом. Битка код Таутона, покрај Јорка, била је до тада највећа битка Ратова двеју ружа. Процењује се да је у бици учествовало 40.000 – 80.000 људи и у једном дану (колико је битка трајала) погинуло је преко 20.000 људи. У бици код Таутауна победу су извојевали Едвард и његова војска. Војска Ланкастера била је десеткована а већина њихових војсковођа је погинула. Хенри VI и његова жена Маргарета који су за време битке били у Јорку, када су чули за резултат битке побегли су на север. Већина ланкастерских племића заклела се на верност Едварду. Након битке Едвард је кренуо према Јорку где су још увек биле истакнуте одсечене главе његовог оца и млађег брата које је заменио главама омрзнутих ланкастерских вођа.

## Бег Хенрија VI и владавина Едварда IV
Хенри VI и Маргарета побегли су према Шкотској где су их примили на двору Џејмса III од Шкотске, одакле су неуспешно покушали напад на Карлислеја касније исте године.
Званично крунисање Едварда IV догодила се у јуну 1461. где је одушевљено прихваћен као нови краљ Енглеске. Едвард IV је након тога владао у релативном миру следећих десетак година.
Године 1464. дошло је првих устанака поражених ланкастерских племића. Да би их сузбио Едвард IV је морао ангажовати знатне снаге. Најјачи сукоби одиграли су се у биткама код Хеџли Мура 25. априла и Хексама 15. маја у којима су Едвардове снаге извојевале победе. Оба неуспешна устанка била су под водством Џона Невила, првог маркиза од Монтагуа, иначе брата великог Едвардовог савезника, грофа од Ворика.
Године 1465. на северу, Едвард IV је успео да зароби свог претходника Хенрија VI, заточио га у Лондон Тауер и поступао са њим прилично благо.
Раздобље од 1467. до 1470. је било означено захлађењем односа и политичким сукобом између Едварда и његовог ментора и великог дотадашњег савезника, моћног Ричарда Невила, грофа од Ворика. Било је неколико узрока за овај сукоб а један је био што се Едвард 1464. потајно, (противно грофовим саветима и жељама да ожени припадницу француске краљевске породице због савезништва са Француском), оженио са удовицом Елизабет Вудвил, и омогућио рођацима своје нове супруге велики утицај на власт, чак дајући предност на двору Вудвиловима пред Вориком. Други фактори за овај сукоб били су Едвардове жеље за савезништво са Бургундијом а не са Француском и невољност Едварда да омогући кћерима грофа од Ворика да се удају за Едвардову браћу Џорџа и Ричарда III. Надаље, Едвардова општа популарност је у то доба већ полако ишчезавала због увођења виших пореза и нарасле корупције и безакоња.
Године 1469. гроф од Ворика уротио се против Едварда и доброг савезника. Са Едвардовим братом Џорџом окупио је војску незадовољника која је Едварда IV поразила у бици код Еџкот Мура. При томе је Едвард заробљен и заточен у дворцу Мидлхем у Јоркширу. Гроф од Ворика је, претходно га заробивши, заповедио погубљење краљичиног оца, Ричарда Вудвила, првог грофа Риверса. Након тога присилио је Едварда да сазове парламент у Јорку на којем ће Едвард бити проглашен незаконитим краљем, а круну би преузео Едвардов брат Џорџ, војвода од Кларенса, у земљи у којој су владали метеж и анархија. Едвард IV је у међувремену успео позвати на лојалност свога брата Ричарда III, војводу од Глостера и велику већину племића. Ричард III је окупио значајну војску, поразио грофа од Ворика у бици код Лоскот Филда 12. марта 1470. и на челу војске ослободио Едварда из заточеништва.

## Кратки повратак Хенрија VI на власт
Гроф од Ворика и Едвардов брат Џорџ, војвода од Кларенса су проглашени издајницима и били су присиљени да побегну у Француску. У међувремену је, 1470. године, Хенријева жена Маргарета вршила притисак на француског краља Луја XI да јој помогне да изврши инвазију на Енглеску и врати Хенри VI на престо.
Луј XI је предложио савез између, до тада највећих непријатеља, грофа од Ворика и Маргарете, чему су се у почетку опирали али на крају пристали. Маргарета се надала вратити сина Едварда на престо а гроф се надао да ће владати помоћу Хенрија VI као марионете. Чак је и договорен брак између младог Едварда и грофове кћери. Резултат договора било је укључивање Француске у сукоб и инвазија Енглеске у јесен 1470.
Едвард IV није био војно спреман за тако велику инвазију и био је присиљен да побегне након што су га издали кључни савезници и подржали грофа од Ворика. Едвард IV и његов брат Ричард, војвода од Глостера, побегли су у Низоземску, а након тога у Бургундију. План Маргарете и грофа од Ворика био је пред остварењем. Хенри VI је као ослободитељ прошао улицама Лондона и у октобру 1470. поново враћен на престо. Едвард IV и Ричард проглашени су издајницима.

## Повратак Едварда IV
Но успех грофа од Ворика је био краткотрајан. Преценивши своје могућности, предложио је француском краљу Лују XI заједнички напад на Бургундију у којој је био Едвард IV. Међутим Карло Смели, који је био Едвардов домаћин у Бургундији, искрцао се са Едвардом у Енглеској и у бици код Барнета 14. априла 1471. поразио грофа Ворика, а преостале је ланкастерске снаге поразио и потпуно распршио у бици код Тевкесберија, 4. маја 1471. у којој је погинуо и Хенријев син Едвард, ланкастерски престолонаследник. Едвард IV је убрзо издао наређење да се погуби и сам Хенри VI (21. маја 1471)
Повратак на власт Едварда IV 1471. године био је крај једне фазе грађанског рата. Мир је био обновљен те је створена одређена стабилност, али када он је нагло умро 1483, политички и династички сукоби и метеж поновно су се разбуктали.

## Ричард III
Наиме, у време његове преурањене смрти, његов наследник и син, Едвард V је био стар само 12 година, па је дошло до сукоба око тога ко ће управљати земљом као намесник младог краља. С једне стране своје право истицала је породица краљеве мајке Вудвил (која је међу племством сматрана скоројевићком), а са друге стране своје право истакао је брат покојног Едварда IV Ричард III, војвода од Глостера, који је тврдио да му је право Лорда протектора наменио на самрти брат Едвард.
Уз помоћ Вилијама Хејстингса и Хенрија Стафорда, војводе од Бакингема, Ричард је отео Вудвиловима младог краља Едварда V те га заробио и заточио у Лондон тауеру, где му се нешто касније придружио и млађи брат, 9-годишњи Ричард. Уз помоћ Хенрија Стафорда, војводе од Бакингема (који је имао лични и породични сукоб са Едвардовом мајком Елизабетом Вудвил) Ричард је пред Парламентом покренуо поступак којим је желио да докаже да његов нећак нема легитимитет да наследи енглеску круну. 25. јуна 1483. године Парламент је прогласио младог Едварда V и његовог млађег брата Ричарда, (остала деца била су женског пола), нелегитимним наследницима круне, јер је доказано да је Ричардов покојни брат Едвард IV, пре него што се оженио са Елизабетом Вудвил већ био ожењен са Леди Елеонор Батлер, па је стога брак са Елизабет био неваљан и деца рођена у том браку незаконита. Како су друга Ричардова браћа умрла пре покојног Едварда IV, Ричард III је био једини законити наследник круне јер није имао противкандидата за престо. Заточени млади краљ Едвард V и његов брат Ричард (знани као Принчеви из куле) никада више нису виђени. Највероватније су убијени, а за шта су оптуживали Ричарда и војводу од Бакингема, али без доказа, што је остало као једна од највећих енигми у енглеској историји. Ричард се, следом наведених догађања, 6. јула 1483. крунисао за енглеског краља под именом Ричард III.
Ричарда III су сматрали једним од најбољих војних заповедника на страни Јорка па су га због тога лакше прихватили јер су држали да ће због својих способности и енергичности моћи одржати кућу Јорк на власти, пре него млади Едвард V и Регентско веће.

## Хенри Тјудор
Ланкастерски поборници су, с друге стране, све своје наде полагали на Хенрија Тјудора, чији је отац Едмунд Тјудор био незаконити полубрат Хенрија VI, а потицао је из велшке породице Тјудор из Пенмунуда. Едмунд Тјудор био је за живота ожењен Хенријевом мајком Маргаретом Бофорт, наследницом бочне сродничке линије клана Ланкастер која вуче порекло од Џона од Гента, другог сина Едварда III
Нови вођа куће Ланкастер Хенри Тјудор се, како би угрозио Ричарда III, обратио прво за помоћ Франсоа II, војводи од Бретање који му је помогао у првом, неуспешном покушају инвазије на Енглеску у којем је Ричард III Хенријеве снаге одбацио назад. У томе тренутку Хенрик Тјудор обратио се за помоћ Француској како би обезбедио своје снаге додатном војском и опремом за нови покушај инвазије на Енглеску у августу 1485.
Хенри Тјудор се искрцао са војском од неких 5.000 војника на енглеско тло. Појачан снагама оданим клану Ланкастер у самој Енглеској, 22. августа 1485. у бици код Босворта тешко је поразио и убио на бојном пољу Ричарда III, којег су у кључном тренутку издали највернији савезници. Овом битком поражена је кућа Јорк.
Хенри Тјудор се осиљен војном победом крунисао за краља Енглеске под именом Хенри VII. Убрзо је настојао да ојача свој положај склопивши године 1486. брак са кћерком Едварда IV, Елизабетом од Јорка (без обзира што су одлуком Парламента за време Ричарда III сва деца Едварда IV проглашена незаконитом) чиме је придобио на своју страну многе припаднике клана Јорк или је барем отупио оштрицу њихове борбености. Тиме је симболично поновно сјединио две супарничке краљевске куће, стапајући Ланкастерску ружу црвене боје и белу боју руже Јорка у нову Тјудорску ружу црвене и беле боје.
Многи историчари сматрају долазак на власт Хенрија VII крајем Ратова двеју ружа, док остали доказују да су Ратови двеју Ружа коначно завршени тек с битком код Стоука године 1487. у којој је Хенри VII, поразио Ламберта Симнела, самозваног претендента на енглески престо који је свој захтев, због физичке сличности, поткрепљивао тврдњом да је он унук грофа од Ворика, па би тиме, у томе тренутку, био једини кандидат куће Јорк за престо. План претендента је био разоткривен од самог почетка, јер млади је гроф био жив и у Хенријевом заточеништву. Стога је било општепознато да је Симнел обични шарлатан. Након што је био поражен Симнела је Хенрик VII помиловао и послао да ради у дворској кухињи. Још једна, додуше мања побуна, угрожавала је Хенрија и то она Перкина Ворбека који се 1491. издавао за Ричарда, млађег сина Едварда IV и једног од „Принчева из куле“. Њега је 1499. године Хенрик заробио и наредио погубљење.
Крај Ратова двеју ружа довео је до коначног и неповратног пада династије Плантагенет с историјске енглеске сцене те до инаугурације нове династије Тјудор која ће династички обележити наредни период енглеске историје. Рат је имао катастрофалне последице за тада већ опадајући утицај Енглеске у Француској јер су територијални губици довели до тога да је у енглеској власти остао још само град Кале са околином искључиво захваљујући чињеници што су у њему пребивали искључиво Енглези.
Хенри VII је током своје владавине оштро сузбијао све партикуларистичке тежње високог племства и настојао је, врло успешно, смањивањем наоружавања, онемогућити јачање приватних племићких војски вазала које су, у највећој мери и стварале сукобе током Ратова двеју ружа. Увео је чврст систем решавања међусобних племићких сукоба ауторитетом владара и његових одлука.

## Последице
Суровост и велика страдања у ратовима двеју ружа оставила су тешке и трауматичне последице у енглеском друштву, што је омогућило Хенрију VII да, делујући миротворно, угуши нове појаве побуне и донесе толико жељени мир Енглеској. Последице рата мање су се одразиле на сталеж трговаца и друге сталеже који су живели од свог рада, будући да су се битке одвијале углавном у мање насељеним деловима земље, а све пошто би обе стране, водећи рат у насељеним подручјима, наштетиле саме себи и имале шта да изгубе, па су тражиле решење сукоба кроз брзе и непромишљене битке међу војскама.
Доба Ратова двеју Ружа, чији су резултат биле велике жртве међу племством, било је доба великих друштвених промена у феудалној Енглеској. Ово раздобље је ослабило утицај Енглеске на континентални део Европе, слабило је снагу и утицај племства и јачало друге сталеже у друштву као, на пример, све јачи трговачки сталеж.
Оно је наговестило крај средњовековног раздобља у Енглеској и почетак новог века и ренесансе.